# Renée Taylor
Renée Taylor, all'anagrafe Renée Wexler (New York, 19 marzo 1933), è un'attrice e doppiatrice statunitense.

## Biografia
Celebre per avere interpretato il ruolo della zia (in originale la madre) della protagonista (Fran Drescher) nella sitcom degli anni novanta, La tata. Nel 1971 ha ottenuto una candidatura al premio Oscar per migliore sceneggiatura non originale di Amanti ed altri estranei .
È stata sposata con l'attore Joseph Bologna dal 1965 fino alla morte di lui nel 2017, dal quale ha avuto un figlio, Gabriel.

## Filmografia

### Cinema
- The Mugger, regia di William Berke (1958)
- Il mattatore di Hollywood (The Errand Boy), regia di Jerry Lewis (1961)
- Una splendida canaglia (A Fine Madness), regia di Irvin Kershner (1966)
- Per favore, non toccate le vecchiette (The Producers), regia di Mel Brooks (1967)
- Inchiesta pericolosa (The Detective), regia di Gordon Douglas (1968)
- È ricca, la sposo e l'ammazzo (A New Leaf), regia di Elaine May (1971)
- I maledetti figli dei fiori (Jennifer on My Mind), regia di Noel Black (1971)
- Terapia di gruppo (Made for Each Other), regia di Robert B. Bean (1971)
- Amiamoci così, belle signore (Last of the Red Hot Lovers), regia di Gene Saks (1972)
- Un incurabile romantico (Lovesick), regia di Marshall Brickman (1983)
- It Had to Be You, regia di Joseph Bologna e Renée Taylor (1989)
- The End of Innocence, regia di Dyan Cannon (1990)
- Calda emozione (White Palace), regia di Luis Mandoki (1990)
- Fuori di testa (Delirious), regia di Tom Mankiewicz (1991)
- Caro Babbo Natale (All I Want for Christmas), regia di Robert Lieberman (1991)
- Forever, regia di Thomas Palmer Jr. (1992)
- È solo l'amore che conta (Love Is All There Is), regia di Joseph Bologna e Renée Taylor (1996)
- Dying on the Edge, regia di William R. Greenblatt (2001)
- Returning Mickey Stern, regia di Michael Prywes (2002)
- Lady Killers, regia di Gary Preisler (2003)
- Alfie, regia di Charles Shyer (2004)
- The Boynton Beach Bereavement Club, regia di Susan Seidelman (2005)
- Kalamazoo?, regia di David O'Malley (2006)
- A-List, regia di Shira-Lee Shalit (2006)
- The Rainbow Tribe, regia di Christopher R. Watson (2008)
- Perdona e dimentica (Life During Wartime), regia di Todd Solondz (2009)
- Opposite Day, regia di R. Michael Givens (2009)
- Boston Girls, regia di Gabriel Bologna (2010)
- Driving Me Crazy, regia di Steve Marshall (2012)
- Should've Been Romeo, regia di Marc Bennett (2012)
- Temptation: Confessions of a Marriage Counselor, regia di Tyler Perry (2013)
- Zarra's Law, regia di Juha Wuolijoki (2014)
- The Do-Over, regia di Steven Brill (2016)
- How to Be a Latin Lover, regia di Ken Marino (2017)

### Televisione
- La parola alla difesa (The Defenders) – serie TV, 1 episodio (1963)
- Il reporter (The Reporter) – serie TV, episodio 1x04 (1964)
- Calucci's Department – serie TV, 1 episodio (1973)
- Paradise – film TV (1974)
- Fay – serie TV, 1 episodio (1975)
- Woman of the Year – film TV (1976)
- Good Penny – film TV (1977)
- Forever Fernwood – serie TV (1977)
- Matt Houston – serie TV, 1 episodio (1983)
- Lottery! – serie TV, 1 episodio (1983)
- Bedrooms – film TV (1984)
- A cuore aperto (St. Elsewhere) – serie TV, 2 episodi (1984)
- Love Boat (The Love Boat) – serie TV, 1 episodio (1986)
- Un salto nel buio (Tales from the Darkside) – serie TV, 1 episodio (1986)
- Heartbeat – serie TV, 1 episodio (1989)
- The American Film Institute Presents: TV or Not TV? – film TV (1990)
- In famiglia e con gli amici (Thirtysomething) – serie TV, 1 episodio (1990)
- Il cane di papà (Empty Nest) – serie TV, 1 episodio (1992)
- Carol Leifer: Gaudy, Bawdy & Blue – film TV (1992)
- Daddy Dearest – serie TV, 13 episodi (1993)
- Dream On – serie TV, 6 episodi (1992-1994)
- Lois & Clark - Le nuove avventure di Superman (Lois & Clark: The New Adventures of Superman) – serie TV, 1 episodio (1996)
- Caroline in the City – serie TV, 1 episodio (1996)
- Un angelo di mamma (A Match Made in Heaven) – film TV (1997)
- The Simple Life – serie TV, 1 episodio (1998)
- La tata (The Nanny) – serie TV, 94 episodi (1993-1999)
- 61* – film TV (2001)
- Eve – serie TV, 1 episodio (2004)
- Early Bird – film TV (2005)
- Everwood – serie TV, 1 episodio (2005)
- Pandemic - Il virus della marea (Pandemic) – film TV (2007)
- The Wedding Bells – serie TV, 1 episodio (2007)
- Law & Order: Unità Speciale (Law & Order: Special Victims Unit) – serie TV, 1 episodio (2010)
- Victorious – serie TV, 1 episodio (2010)
- Sonny tra le stelle (Sonny with a Chance) – serie TV, 1 episodio (2010)
- 2 Broke Girls – serie TV, 1 episodio (2012)
- How I Met Your Mother – serie TV, 3 episodi (2009-2012)
- Natasha Mail Order Bride Escape to America – film TV (2012)
- A tutto ritmo (Shake It Up!) – serie TV, 3 episodi (2010-2012)
- Happily Divorced – serie TV, 5 episodi (2011-2012)
- Weird Loners – serie TV, 1 episodio (2015)
- Rock in a Hard Place – serie TV (2016)
- Cuori in cucina (Young & Hungry) – serie TV, 1 episodio (2017)

## Doppiatrici italiane
- Flaminia Jandolo in Una splendida canaglia
- Dhia Cristiani in È ricca, la sposo e l'ammazzo
- Isa Di Marzio in La tata (1ª voce)
- Mirella Pace in La tata (2ª voce)
- Adele Pellegatta in Fuori di testa
- Doriana Chierici in The Rainbow Tribe - Tutto può accadere
- Germana Dominici in Perdona e dimentica
- Graziella Porta in Happily Divorced
- Cristina Noci in The Do-Over

Da doppiatrice è sostituita da:
- Cristina Noci in L'era glaciale 2 - Il disgelo